# ハチソン効果
ハチソン効果（ハチソンこうか、Hutchison Effect）は、カナダの自称発明家、ジョン・ハチソンが1979年に発表した反重力物体浮遊などの現象のこと。H効果（H Effect）と略されることもあるが、その実態についてはトリックを用い捏造された疑似科学と考えられる。

## 効果の概要
ハチソンによれば、テスラコイルなどの多くの電子コイル類や、ヴァン・デ・グラフ起電機（Van de Graff Generator）と呼ばれるハチソンが独自に開発した機械を用いた実験設備で、いつものように実験を行っていたところ、ある日、偶然にも次のような現象を発見したのだという。
- 反重力浮遊現象
- 金属の湾曲現象
- 金属の融合化現象
- 物質の破砕現象
- テレポーテーション現象
- 物体の透明化
- 気象コントロール現象
- その他、ポリ容器がふくれたりへこんだりする現象などの奇妙な現象群

当人がこれらの現象の一部をビデオで撮影し発表したことで世界中で話題となり、発見者の名前を取りハチソン効果と呼ばれるようになった。それに加え、ハチソンによると、ペンタゴンやロスアラモス研究所、アメリカ、カナダの軍高官らの要請でデモンストレーションを行い成功したとも主張している。有名な例として、1985年にバンクーバーにあるハチソンの研究室にマグダネル・ダグラス社の技術者を招いて行われた実験では、物体が動いたり、金属の棒、シリンダーなどが部屋のあちこちに落下するのを目撃している。また反重力浮遊現象については最大400kgの変圧器を浮かせたとの主張もある。

### 原理
この現象がどのような物理的作用で実現したのかは、いまだに明らかになっていないが、ハチソン自身は、「一連の現象は、電磁波（スカラー電磁波）がヴァン・デ・グラフ起電機に作用し、零点エネルギーに働きかけることによって、物体の浮遊といった諸現象が引き起こされている」と推測している。

## 疑問と批判
これらの現象を収めたビデオが発表されたことで、ハチソン効果は世界的注目を浴びることになったが、第三者によってこの現象が公の場で再現されたことは一度たりともなく、ビデオ自体がトリックを使った捏造ではないかという疑問の声が多くなり、ハチソン自身も捏造を認めたと取れるような発言をしている。以下では主にハチソンがトリックとして用いたと言われる手法について説明する（ハチソン効果を収めたとされるビデオは外部リンク「ハチソン効果のフィルム」を参照のこと）。

### 逆さカメラ説
重力によって落下する物体を、カメラの上下をさかさまにして撮影することで、落下現象をあたかも浮上現象であるかのように見せかけたという説がある。ただし、公開されたビデオの中には、液体の入ったグラスがその液体がこぼれることなく浮遊する様子や、皿が回転しながら浮上していく様子が記録されたものもあり、この説だけでは説明できない現象も多い。

### 箱型セット落下説
箱型の実験セットを作り、その縁にカメラを固定する。そしてセットを落下させその間のセット内の様子を取り付けたカメラで撮影することで物体が浮遊するような映像が撮影できると考えられる。しかし、この手法を用いても金属の融合や、カップに入ったアイスクリームが渦を巻くようにして中身だけ浮上するなどの現象は説明できない。

### 回転テーブル説
カメラを上下さかさまにした状態でセットし、更に物体を乗せた土台ごと回転することで、物体に対して遠心力を生じさせる。それを利用し落下様子をコントロールすることで、浮上現象だけでなく浮遊現象を再現できるとされている。

### 複合トリック説
上記の手法はどれも、一つだけですべてのハチソン効果を説明することはできない。そのため、ハチソンがトリックを用いて一連の映像を撮影したのだとすれば、これらの手法や未知のトリックを併用したものと考えられる。ビデオ内の映像にある物体が浮き上がる映像のうち、比較的軽い物体（牛乳パックやアルミホイルなど）については、映像上では物体の一点のみに力がかかり上に引っ張られているのが確認できる。これは細い糸などによる吊り上げによるものと考えられる。金属球など比較的重い物体が回転しながら浮上していくシーンでは、背後の壁に穴を開け、棒を突き出した先端に物体を取り付けて撮影したものと考えられる。証拠としてこの映像のときのみ、固定カメラでの撮影に切り替わっている（撮影はハチソンひとりで行われていたため、セットの背後に回って棒を操作するためには、固定カメラを使用せざるを得ない）。ポリ容器がふくれたりへこんだりする現象は、テーブルの下に穴を開けパイプを通し、それを容器内につなげ、容器内の空気を吸入しているものと考えられる。物質の破砕や、トレイの中の水が飛散る現象、金属が磁化する現象は、実験台の裏に超音波振動機や、強力な磁石を取り付けたものと考えられる。証拠としてこれらの実験の際には、なぜか通常使用されている実験台が変更されており、薄いベニヤ板の上で実験が行われている（通常使用している厚みのある実験台では振動や磁力が届きにくいため）。またビデオに収められた映像は、すべて物体が浮き上がる瞬間のみの映像であり、ハチソンの発言にある「（飛び上がった物体は）しばらく実験室内を飛び回っていた」というシーンは、手持ちカメラでの撮影であるにも関わらず一切収められていない。
尚、実験装置の回路図や、実験室内の装置の配置図なども公表されており、多くの研究者が追試を行っているにもかかわらず、いっさいハチソン効果の再現には至っていない。

## ハチソン効果における証言
ハチソンの共同研究者であったジョージ・ハサウェイによると「ジョン（ハチソン）がいない時に大きな効果が起こったことはありません。私が一人でシステムを調整している時に、いくつか小さな現象は起こりましたが、これらはビデオで見たものと同じとは言えません、単なる静電現象が原因だと容易に判断できるものだからです」。また、1985年のマグダネル・ダグラス社の技術者を招いて行われた実験後に提出された調査レポートでは、目撃したのは物体が落下したところ、もしくは落下した後だけで、物体が飛び上がる瞬間や、空中を飛び回る様子は一切確認できなかったとある。

## ハチソン効果を扱った作品
- 『スライヴ THRIVE』 2011年のアメリカ映画